# Edgar J. Anzola
Edgar Jaín Anzola (27 de marzo de 1893, Villa de Cura — 14 de diciembre de 1981, Caracas) más conocido como Edgar J. Anzola, fue un ingeniero, cineasta, locutor de radio, escritor, periodista y dibujante venezolano. Se le atribuyen varios logros: traer el primer automóvil a Venezuela, diseñar el primer vuelo en avión de Venezuela, protagonizar el primer largometraje de Venezuela, fundar la primera estación de radio comercial de Venezuela y producir el primer documental científico de Venezuela.
Por sus servicios recibió la Orden de Francisco de Miranda a la edad de 70 años. Su hijo, el cineasta Alfredo J. Anzola, dirigió y escribió la película de 1993 El misterio de los ojos escarlata, sobre la vida de su padre.

## Biografía

### Primeros años
Anzola fue hijo del abogado y escritor Juvenal Anzolay vivió gran parte de su vida en el municipio Chacao.Tuvo un hermano, César Virgilio, dentista. Después de trabajar en Estados Unidos, Edgar Anzola regresó a Venezuela en 1911.

### Carrera
Anzola fue enviado a Detroit,por William Henry Phelps a la edad de dieciséis años para capacitarse como mecánico de automóviles, especializándose en automóviles Ford Modelo T.Desde su trabajo, introdujo los automóviles Ford en Venezuelatrajo los primeros automóviles al país, y luego recorrió varias ciudades en su propio Ford para comercializarlos.
En 1912, formó parte del equipo que organizaría el primer vuelo en avión en Venezuela.
En 1913 participó en la producción de la película muda La dama de las cayenas de Lucas Manzano y Enrique Zimmerman, primer largometraje venezolano.En 1924 fundó la productora Triunfo Films junto a Jacobo Capriles,dúo productor de los largometrajes La trepadora y Amor, tú eres la vida.Triunfo Films se disolvió en 1928, pero Anzola fundaría otras dos productoras: Anzola Film (1929-1935) y Estudios Ávila (1938-1942).En 1932 trabajó en el largometraje Corazón de mujer de José Fernández.
Después de trabajar nuevamente en los EE. UU. a fines de la década de 1930, regresó a Venezuela para trabajar en los Laboratorios Nacionales con otros pioneros del cine en el desarrollo del cine sonoro y en color.
Fue colaborador de las revistas y periódicos Élite, Billiken, Ahora, El Nacional y La Esfera, y ocasionalmente publicó caricaturas en el semanario Fantoches.En 1924 trabajó durante un tiempo como camarógrafo de campo para Fox News.

## Filmografía
| Año  | Película                               | Rol                         | Comentarios                                                                             |
| ---- | -------------------------------------- | --------------------------- | --------------------------------------------------------------------------------------- |
| 1913 | La Dama de la Cayenas                  | actor                       | Primer largometraje venezolano                                                          |
| 1921 | El tripanosoma venezolano              | productor                   | Primer cortometraje científico venezolano                                               |
| 1924 | La Trepadora                           | director, productor, actor  | Largometraje dirigido junto con Jacobo Capriles, basado en la novela de Rómulo Gallegos |
| 1925 | Carnaval en Caracas                    | director, productor         | dirigido junto con Jacobo Capriles                                                      |
| 1925 | La visita del General Pershing         | director, productor         | dirigido junto con Jacobo Capriles                                                      |
| 1925 | El Dique De Petaquire                  | director                    | dirigido junto con Jacobo Capriles                                                      |
| 1926 | Amor, Tu Eres La Vida                  | director, productor, editor | dirigido junto con Jacobo Capriles                                                      |
| 1927 | En los llanos de Venezuela             | director                    | dirigido junto con Jacobo Capriles                                                      |
| 1928 | El Ciclo Vital Del Schistosoma Manzoni | director, productor         |                                                                                         |
| 1928 | Reverón                                | director                    |                                                                                         |
| 1930 | Viaje A Riviera                        | director                    |                                                                                         |
| 1932 | Corazón de mujer                       | producer, guionista         |                                                                                         |